# (23042) Craigpeters
(23042) Craigpeters est un astéroïde de la ceinture principale d'astéroïdes.

## Description
(23042) Craigpeters est un astéroïde de la ceinture principale d'astéroïdes. Il fut découvert le 6 décembre 1999 à Socorro (Nouveau-Mexique) par le projet LINEAR. Il présente une orbite caractérisée par un demi-grand axe de 3,08 UA, une excentricité de 0,04 et une inclinaison de 2,9° par rapport à l'écliptique.

## Compléments